# Balvanový ledovec (Washington)
Balvanový ledovec (anglicky Boulder Glacier) se nachází na jihovýchodním svahu hory Mount Baker, která je stratovulkánem nedaleko amerického pobřeží Tichého oceánu, v pohoří Severní Kaskády ve státě Washington. S rozlohou 3,4 km² je šestým největším ledovcem na hoře a teče z kráteru mezi vrcholy Grant Peak a Sherman Peak, z nadmořské výšky zhruba 3150 metrů, dolů do nadmořské výšky 1524 metrů. Je pozoruhodný svým rychlým ústupem, který mezi lety 1987 a 2005 dosáhl 450 metrů a odkryl různé skály a půdu.
Mezi lety 1850 a 1950 ledovec ustoupil o 2 650 metrů. V roce 1953 spatřil jeho nové rozpínání díky chladnějšímu a mokřejšímu počasí William Long ze Správy lesů Spojených států amerických. V roce 1979 dosáhlo rozpínání 743 metrů a jeho konec dosáhl soutoku jednoho z malých, jihozápadně tekoucích potůčků, a potoka Boulder Creek. V roce 2005 bylo spatřeno, že nejnižších několik stovek metrů ledovce brzy na následky ústupu zmizí. Na obrázcích má ledovec šedou barvu, jsou u něj vidět úlomky skal a má několik ledovcových štěrbin. Na západní straně potoka Boulder Creek se ledovci povedlo odkrýt malý vodopád.
K ledovci vede stezka Boulder Ridge Trail č. 605, která prochází klimaxem jedlí líbezných, ve kterém se nachází i příbuzné druhy různého stáří a několik stojících mrtvých stromů. Na podzim se zde uchycuje velké množství různých druhů hub. Při nadmořské výšce 1311 metrů stezka stoupá po boční moréně. V nadmořské výšce 1402 metrů stoupá šest metrů po skalách, které vyžadují šplhání, a 37 metrů v subalpinském lese, který ji zavede na vrchol hřebenu, kde po chvíli končí.
Hřeben Boulder Ridge se skládá z malebných vřesem pokrytých lavic a několika bočních morén, které zde zanechaly zmizelé ledovce. Ústup ledovců zanechal horní část hřebene pustou a nestabilní, takže nepozorné návštěvníky mohou ohrozit padající kameny.
Balvanový ledovec je v kombinaci s Parkovým ledovcem jednou z nejoblíbenějších cest na vrchol hory Mount Baker. Poprvé byl slezen roku 1891 a Parkův ledovec se používá za účelem obcházky částí ledovce, ve které jsou četné ledovcové trhliny. V nadmořské výšce asi 3048 metrů cesta prochází jihozápadně od příkré skály, po čemž se dostává na hřeben východně od Grant Peaku.